# Tataouine
Tataouine (àrab: تطاوين, Taṭāwīn) és una ciutat de Tunísia, capital de la governació de Tataouine, la més meridional del país, 525 km al sud de Tunis. La municipalitat té 59.346 habitants i és capçalera de les delegacions de Tataouine Nord i Tataouine Sud.

## Economia
La seva economia és agrícola i turística, amb els ksour, pobles amazics fortificats construïts entre el segle xv i el segle xvi, dels quals el més conegut és el Ksar Ouled Soltane, al sud-est de la ciutat. Cada any s'hi celebra el Festival des Ksour, al març. A la zona dels ksour, s'hi van rodar algunes escenes de la Guerra de les Galàxies, de George Lucas.

## Història
La ciutat de Tataouine fou fundada pels francesos per controlar la zona sud del país, llavors poblada per nòmades, i el seu nom vol dir ‘font d'aigua’ en llengua amaziga.

## Administració
La ciutat forma una municipalitat o baladiyya, amb codi geogràfic 53 11 (ISO 3166-2:TN-12).
Al mateix temps, està repartida entre dues delegacions o mutamadiyyes, Tataouine Nord (codi geogràfic 53 51) i Tataouine Sud (53 52), dividides en quinze sectors o imades cadascuna.